# Pisanlov (álbum)

Pisanlov es el cuarto álbum como solista del cantante argentino de rock Miguel Mateos. Fue editado en 1995.
Este álbum incluye algunos temas con estilo hard rock y letras que hacen críticas sociales y políticas, como en los temas “Los Argentinitos" y “Locomundo".

El nombre del disco hace referencia a la frase “Peace and love".

## Temas
1. «Pisanlov» (4:15)
2. «Cortar hasta el hueso» (4:34)
3. «Criado por lobos» (4:02)
4. «Cambios» (6:06)
5. «Por siempre» (4:30)
6. «Locomundo» (4:56)
7. «Los argentinitos» (6:46)
8. «Soy fácil» (3:55)
9. «Voy con quien soy» (4:45)
10. «Cuidado con tu amor» (2:48)
11. «Confesión» (4:24)
12. «La vida es un mix» (4:07)
13. «Joanna» (4:05)
14. «Rey por un día» (5:19)

Todos los temas fueron compuestos por Miguel Mateos.

## Músicos
- Miguel Mateos: piano, guitarra acústica, armónica, voz y coros.
- Alejandro Mateos: batería, percusión, coros.
- Silvio Furmanski: guitarras eléctricas y acústicas.
- Roli Ureta: guitarras eléctricas.
- Mario Maselli: pianos, sintetizadores y secuencias.
- Sebastián Cullari: bajos.
- Guillermo Tejada: fliscorno.

## Datos adicionales
- Producción: Miguel Mateos.
- Coproducción: Alejandro Mateos.
- Fotos: Rocca y Cherniavsky.
- Dirección de arte: Graciela Beccari.
- Asistente de grabación: Ricardo Troilo y Gary Wallis.
- Asistente de grupo: Diego Bernardez y Alberto Samper.
- Coordinación: Pablo Etcheverry.
- Grabado y mezclado: Jeff Lord-Alge, en estudios Panda (Buenos Aires).
- Masterizado: The Mastering Labs Inc. (Los Ángeles).
- Edición: Curb Records.
- Distribución: Warner Music.